# هو شيا
هو شيا (بالصينية: 胡 夏)؛ من مواليد 1 مارس 1990) مغن صيني، فاز بالموسم السادس من البرنامج التايواني نجم المليون عام 2010 ويشتهر باسم كلفين. ولد هو شيا وتربي في مدينة ناننينغ بإقليم قوانغشي، بالصين. في البداية، عزم والديه علي تسمية مولودهما ب هو لوف شيا ولكنهم قاموا بتغيره لاحقًا إلى هو شيا.

## التعليم
تعلم هو شيا في المدرسة المتوسطة التابعة لجامعة قوانغشي عندما كان في الثانية عشر من عمره. و توقف عن الدراسة لمدة عام، ثم أرتاد مدرسة أخرى في مسقط رأسه. بسبب مشاركته في برنامج نجم المليون ومهنته الحالية في الغناء، ومن ثم قام بتعليق دراسته ليتفرغ لعمله.

## الألبومات
- 胡 爱夏 (هو لوف شيا ) أصدر في (12/17/2010)
- 燃点 (شعلة الحب) أصدر في (02/24/2012)
- 傻瓜探戈 (التانغو السخيف ) أصدر في (06/22/2013)
- 替我照顧她 (ملحمة حب ) أصدر في (04/14/2015)
- 念·旧 (قراءة العتيق ) أصدر في (04/17/2019)

## الأفلام
- حكاية جنية حزينة  [لغات أخرى]‏ (伤心童话) في دور ليو تونغ (刘同) أصدر في 2012
- لعبة المال  [لغات أخرى]‏ أصدر في (2015)
- الأذن اليسري  [لغات أخرى]‏ أصدر في (2015)
- مملكة روكو 4 أصدر في (2015)
- هدوء الآن ! أصدر في (2016)
- آلام متزايدة أصدر في (2017)[3][4]